# Sab Shimono
Saburo 'Sab' Shimono (Sacramento (Californië), 31 juli 1937) is een Amerikaans acteur en stemacteur.

## Biografie
Shimono werd geboren in Sacramento (Californië) in een gezin van twee kinderen. Hij doorliep de high school aan de Sacramento High School in Sacramento, hierna studeerde hij af aan de universiteit van Californië in Berkeley (Californië). 

## Filmografie

### Films
Selectie:
- 2009 Old Dogs – als Yoshiro Nishamura
- 2007 Ben 10: Race Against Time – als oude man
- 2007 Southland Tales – als Hideo Takehashi
- 1998 The Big Hit – als Jiro Nishi
- 1997 Paradise Road – als kolonel Hirota
- 1995 Waterworld – als Elder
- 1993 Teenage Mutant Ninja Turtles III – als Lord Norinaga
- 1987 Blind Date – als mr. Yakamoto
- 1986 Gung Ho – als Saito
- 1971 The Hospital – als werknemer in operatiekamer

### Televisieseries
Selectie:
- 2017-2021 Ave 43 - als dr. Dye - 5 afl.
- 2017-2018 Stretch Armstrong & the Flex Fighters - als opa Park (stem) - 8 afl.
- 2001-2017 Samurai Jack – als Emperor (stem) – 5 afl.
- 2012-2015 Teenage Mutant Ninja Turtles – als mr. Murakami (stem) – 4 afl.
- 2011-2012 Hawaii Five-0 – als oom Keako – 3 afl.
- 2008 Samurai Girl – als Noriyuki – 2 afl.
- 2005-2007 Avatar: The Last Airbender – als Master Yu / Monk Gyatso (stemmen) – 6 afl.
- 2000-2005 Jackie Chan Adventures – als oom (stem) – 91 afl.
- 1989 Knots Landing – als apotheker – 2 afl.
- 1986-1987 Gung Ho – als mr. Saito – 9 afl.

### Computerspellen
- 2009 Indiana Jones and the Staff of Kings – als Archie Tan
- 2002 Bruce Lee: Quest of the Dragon – als schoolhoofd
- 2001 Jackie Chan Adventures – als oom
- 2001 Throne of Darkness – als stem

## TheaterwerkBroadway
- 2004-2005 Pacific Overtures - als Lord Abe
- 1983 Mame - als Ito
- 1976 Pacific Overtures - als Manjiro
- 1974 Ride the Winds - als Yamada
- 1970-1971 Lovely Ladies, Kind Gentlemen - als mr. Keora / Okinawan
- 1966-1970 Mame - als Ito

- Bibliothèque nationale de France: cb14226952n (data)
- Gemeinsame Normdatei: 135140625
- International Standard Name Identifier: 0000 0000 0334 1776
- Library of Congress Control Number: n98023024
- MusicBrainz: ff0ec11a-086a-4384-bcc2-4a23aa089c22
- Virtual International Authority File: 37128010
- WorldCat: E39PBJxRC8647GByKc6T9Xmcfq